# Жіночий футбол

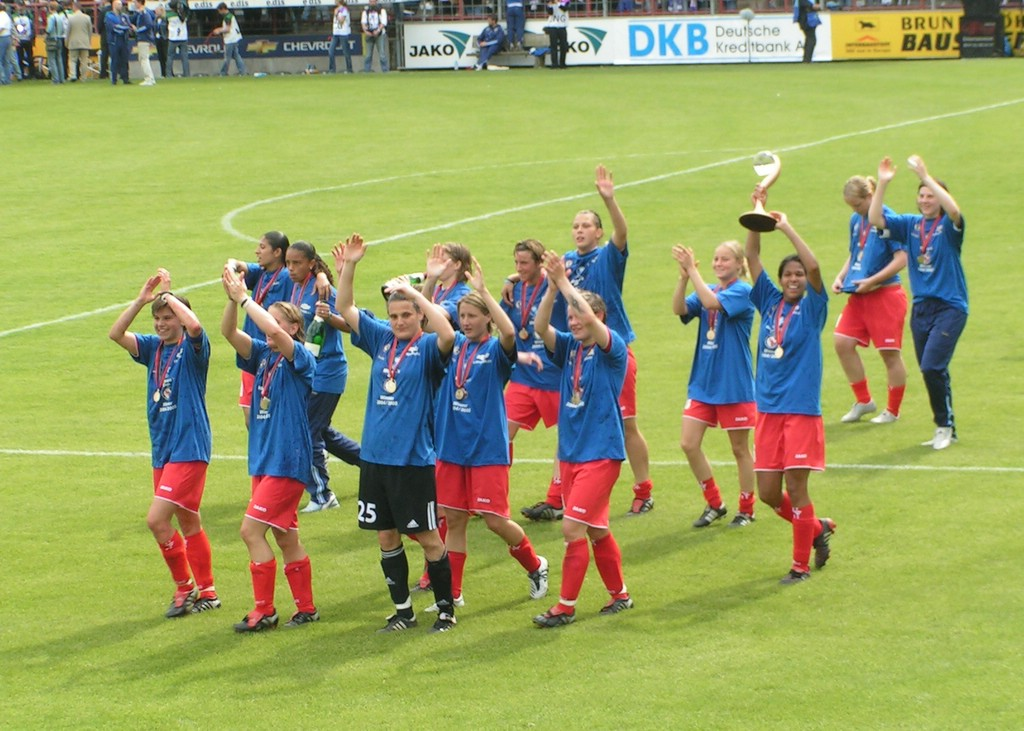
Кубок УЄФА серед жінок. Фінал 2005 року в Потсдамі

Жіночий футбол — це вид футболу, у якому беруть участь жінки. Жіноча футбольна гра не відрізняється правилами та грою від чоловічої. Відмінність полягає частково у тактиці та стратегії. Жіночий футбол протягом багатьох років вважався аморальним, а сьогодні бореться у багатьох країнах за суспільне визнання.
'Жіночий футбол' існував досить давно, але до 1970-х років, коли він почав приймати організовані форми, цей вид спорту асоціювався з благодійними іграми та фізичними вправами. До 1970-х футбол розглядався як чоловічий вид спорту. У міру розвитку жіночого футболу з'являлися великі змагання — як на національному, так і на міжнародному рівнях.
У деяких країнах жіночий футбол — одна з найреспектабельніших командних ігор для жінок. Також це один з небагатьох видів жіночого спорту, в якому існують професійні ліги.
Боротьба за визнання жіночого футболу не була легкою. Свій перший розквіт цей вид спорту пережив ще в 1920-х у Великій Британії, коли матчі відвідували щонайменше 5000 глядачів. Але 5 грудня 1921 року Англійська футбольна асоціація проголосувала за його заборону на всіх полях, що використовуються клубами, що входили до неї. Заборона була відмінена тільки в липні 1971 року.

## Історія
У ХІІ-му столітті у Франції жінок, а також чоловіків, які беруть участь у грі називали la siole, попередня назва сучасних футболістів.

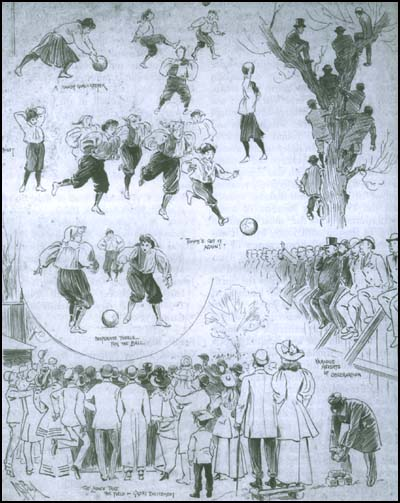
Александер Бойд: жіночий футбол. 1895 рік

### Витоки сучасного футболу у Великій Британії
Міжнародна спортивна система у 1863 році уніфікувала правила футболу та тим самим визнала футбол одним із видів спорту, який грали також дівчата в англійських школах. 1894 була сформована перша британська жіноча футбольна команда, Британські леді (the British Ladies). Засновницею згаданої команди вважають Нетті Хонібол (Nettie Honeyball). Перша гра футболісток, Англія-Північ (England-North) проти Англії-Південь (England-South), відбулася 23 березня 1895 року й завершилася із результатом 7:1. Понад 10 000 глядачів мали можливість спостерігати за перебігом гри. Футболістки грали футбол у спідницях та навіть під час гри не знімали капелюшки, це засвідчувало їхню порядність.

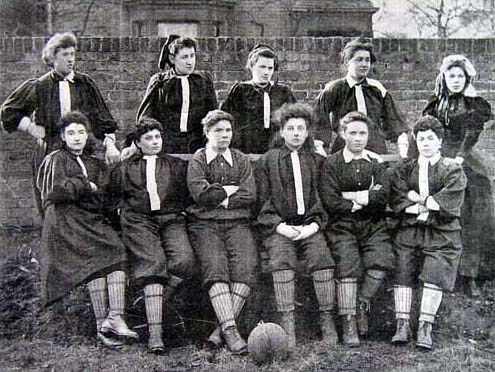
Жіноча футбольна команда Північного Лондона. 1895 рік.

У грі брали участь:
Англія-Північ (England-North)
Етель Гей (Ethel Hay) — воротарка, Белла Осборн та Георгіна Райт (Bella Osborne & Georgina Wright) — захисниці, Роза Рауман та Іса Стівенсон (Rose Rayman & Isa Stevenson) — півзахисниці, Емма Райт, Луїза Коул, Лілі Клер, Мауд Рівфорд, Керрі Беліон та Мінні Брімнер (Emma Wright, Louise Cole, Lily St Clair, Maud Riweford, Carrie Balliol und Minnie Brymner) — нападниці.
Англія-Південь (England-South)
Мей Ґудвін (May Goodwin) — воротарка, Меібел та Мауд Хоупвелл (Mabel und Maud Hopewell) — захисниці, Мауд Старлінґ та Ада Еверстон (Maud Starling und Ada Everston) — півзахисниці, Джералдін Вінтнер, Меібел Венс, Ева Девенпорт, Мінні Хоупвелл, Кейт Меллон та Неллі Шервуд (Geraldine Vintner, Mabel Vance, Eva Davenport, Minnie Hopewell, Kate Mellon & Nelly Sherwood) — нападниці.

### Піднесення у міжвоєнний період
Найбільше піднесення пережив жіночий футбол під час Першої світової війни. Як і інші галузі спортивної та культурної індустрії, футбол також залежав від масового призову на військову службу. Таким чином, футбольні матчі за участі чоловіків відбувалися рідко та нерегулярно. Натомість, завдяки складеним обставинам, жіночий футбол привернув на свою сторону незнану раніше цікавість — з'являється категорія жінок, яка як новий ресурс гравчинь вливалася у футбольні клуби.

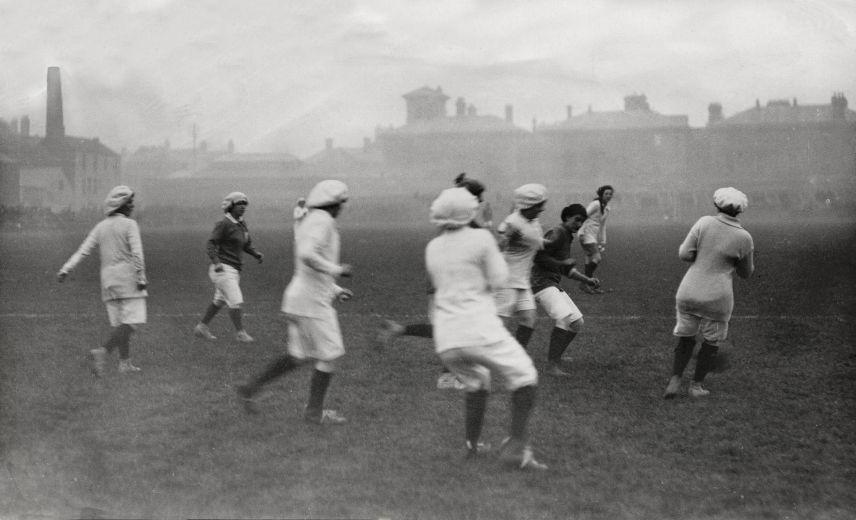
Жіночий футбольний матч у Великій Британії 1917 року

#### У Великій Британії
Ще у 1920-х роках жіночий футбол на острові привертав увагу публіки та слугував своєрідною атракцією. Кожне велике місто мало свою жіночу футбольну команду. 1920 відбувся матч між Dick Kerr's Ladies та the St.Helens Ladies у Евертоні, який зібрав близько 53 000 глядачів та глядачок.

#### У Франції

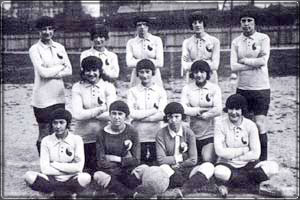
Жіноча збірна Франції з футболу. 1920 рік.

У Франції протягом Першої світової війни були створені перші жіночі футбольні команди. Внаслідок негативного ставлення тогочасних спортивних та футбольних асоціацій зокрема (Comité Français Interfédéral та Fédération Française de Football Association) щодо жіночого спорту, було засновано жіночу спортивну організацію — Жіноча спортивна федерація Франції (Fédération des Sociétés Féminines Sportives de France (FSFSF)), яка виконувала організаторську та протекціоністську функцію до 1932 року, зокрема у проведенні Національного чемпіонату. 1920 році француженки вперше взяли участь у міжнаціональному футбольному змаганні, яке відбувалося у Великій Британії. Супротивницями француженок були футболістки команди Dick Kerr's Ladie, які здобули перемогу із рахунком 2:1 у парижанок Équipes Fémina Sport (Жіноча спортивна команда).
1924 відбувся матч між французькою Équipe Tricolore та бельгійською футбольною жіночою командою, який вважається першим із серії регулярних державних ігор.

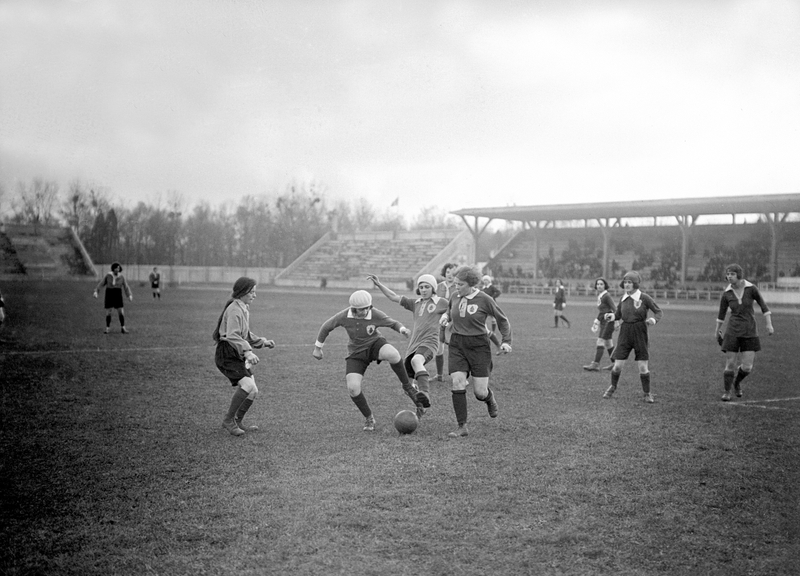
Жіночий футбольний матч у Франції 1923 року

#### У Німеччині
У Німеччині грали жінки ще із початку століття у так званий «футбол для жінок». Жінки стояли у колі і кидали одна одній м'яч. У той час як жіночий футбол в інших європейських країнах у 1920-х роках інтенсивно розвивався, спорт у Німеччині ні прогресував, ані регресував. Адже була звернута увага, перш за все, на розвиток німецької академічної галузі, яку потрібно було візуалізовувати та розширювати. На початку 20-х років минулого століття у німецьких ВНЗ навчалося менше 1000 студенток.
Гра з м’ячем чоловічого зразку у жіночому виконанні викликала емоції осуду та неприйняття. Як наслідок, Німецька спортивна асоціація скаржилася на короткі штани студенток Німецькому студентському союзу, вважаючи, що такий зовнішній вигляд є недоречним для майбутніх німецьких дослідниць та академікинь.
Перша організована гра студенток відбулася у рамках Німецького університетського чемпіонату у 1922 році. Перший задокументований результат гри між жіночими футбольними командами становив 2:1 — Мюнхен: Берлін у 1927 році.
1930 виник у Франкфурті перший «Жіночий футбольний клуб» (Damen-Fußball-Club), засновницею якого вважають Лоте Шпехт (Lotte Specht). Він складав конкуренцію лише чоловічим футбольним командам. Внаслідок масових протестів через рік після утворення «Жіночий футбольний клуб» припинив свою діяльність.
Під час націонал-соціалізму виявився жіночий футбол небажаним, бо зайняв позиції ідеологічної опозиції — тогочасна влада позиціонувала жінок лише у ролі матерів.
Вперше у 1950-х роках крок за кроком почалося відновлення жіночих футбольних команд, але як клубів чи «відділів». У Німецькій демократичній республіці у 1968 році разом із BSG Empor Mitte-Dresden створена перша жіноча футбольна команда.

#### У Польщі
Від початку ХХ століття польське жіноцтво спорадично організувалося у футбольну команду і було конкурентоспроможним. Із відновленням незалежності Польською державою у короткий час набув жіночий футбол конкретних форм. У вересні 1921 у спортивному товаристві Unja Poznań було створено перший офіційний Польський Жіночий Футбольний Відділ. Якщо залишити поза увагою невелику кількість світлин у місцевій польській пресі, то доля цієї жіночої команди є маловідомою. Припускається, згідно із прокламацією англійської Футбольної Асоціації, Польський Жіночий Футбольний Відділ припинив свою діяльність після декількох місяців із моменту створення.

### Заборони
5 грудня 1921 року Футбольна Асоціація Великої Британії заборонила жінкам користуватися стадіонами. Футбол жінкам «не підходить, тому не заохочуватиметься». Це означало фактичне припинення існування жіночого футболу у Великій Британії. Лише у 1970-му році заборону було знято.

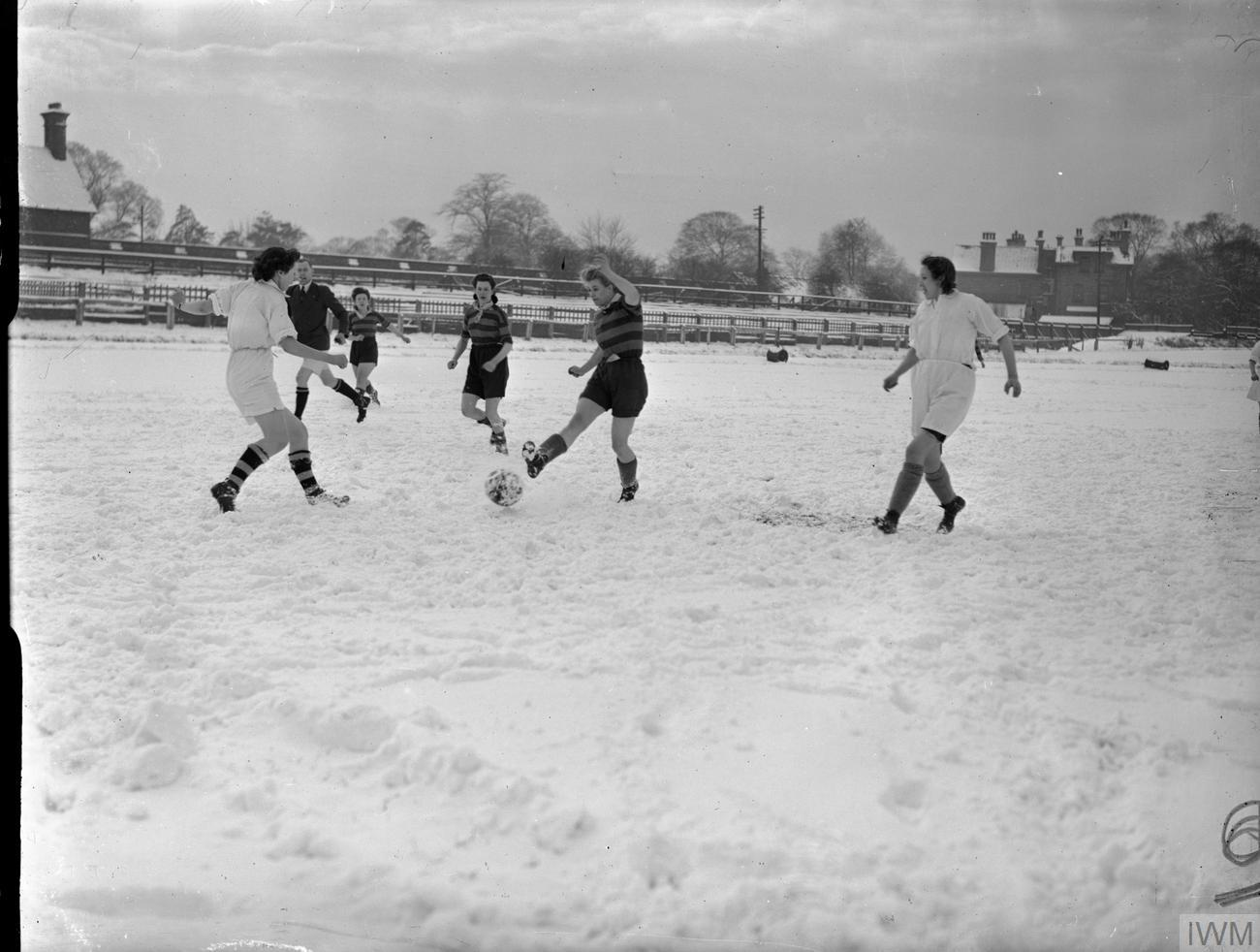
Жіночий футбольний матч у Великій Британії в 1944 році.

Коли німецька чоловіча команда у 1954 році отримала перемогу на Чемпіонаті світу з футболу, у німецькому суспільстві з'явилася дискусія, яка стосувалася відновлення жіночого футболу. В 1955 році Німецька футбольна федерація на з'їзді вирішила запобігти розвитку жіночого футболу. Заборона поширювалася на створення жіночих футбольних товариств, відомств, а також унеможливлював доступ жінок до наявних спортивних установ. Підставою для заборони слугувала відповідне роз'яснення Німецької футбольної федерації: «У боротьбі за м'яч зникає жіноча граціозність, тіло та душа неминуче зазнають пошкоджень, а відкриті частини тіла порушують коректність та порядність».
Незважаючи на це, жінки продовжували грати на базі окремих товариств або ж відділів товариств, які не підпорядковувалися Німецькій футбольній федерації, як зразок, Жіночий футбольний відділ Товариства Захисту Оберста Шіля у Франкфурті (Frauen-Fußballabteilung der Frankfurter Schützengemeinschaft Oberst Schiel.
У 1956 році в Ессені відбувся неофіційний міждержавний футбольний матч між німецькою та нідерландською командами, який завершився із результатом 2:1 на користь німецької сторони.
Також в Австрії у 1957 році було заборонено Австрійською футбольною федерацією жіночі футбольні утворення. Щоправда у 1972 було засновано Жіночу Лігу, але визнано її на офіційному рівні лише у 1982 році.

### Відродження та інституціоналізація в 1970-х роках
31 жовтня 1970 року Німецька футбольна федерація на з'їзді в Травенмюнді скасувала заборону на жіночий футбол. Щоправда встановлювалися певні обмеження: жіночі команди зважаючи на їхню «природну слабкість» повинні дотримуватися кожні півроку «зимову перерву»; заборонялися футбольне взуття («бутси»); м'ячі були меншими і легшими.
Тривалість гри становила лише 70 хвилин. Згодом було продовжено час до 80 хвилин. Від 1993 року жіноча футбольна гра триває двічі по 45 хвилин. Швидко були сформовані перші Ліги на місцевому рівні.
У листопаді 1971 року УЄФА рекомендував жіночий футбол знову розвивати. Щоправда, чоловіки боялися, що жінки відділяться. Підґрунтям побоювань стали наступні події: у листопаді 1969 року була заснована Конфедерація незалежного європейського жіночого футболу, а в 1970 (в Італії), 1971 (у Мексиці) постала Федерація Міжнаціонального та Європейського жіночого футболу, обидві організації існували при підтримці Martini & Rossi, й неофіційний Жіночий Чемпіонат Світу з футболу, який спочатку, ще до легалізації жіночого футболу Німецькою футбольною федерацією, позиціонувався як німецька команда.
У Берліні 1971 було визнано першу Федерацію Чемпіонів Німеччини (Verbandsmeister Deutschlands). 1977 Німецька футбольна федерація призначила Ханнелор Рацебурґ (Hannelore Ratzeburg) референтинею жіночої футболу. З її ініціативи було проведено нові змагання — Кубок країни та Кубок Німецької футбольної федерації. На з'їзді 1986 році у Бремені Німецька футбольна федерація ухвалила рішення провести Бундеслігу із жіночого футболу.

### Впровадження міжнародних змагань
Уже в 1975 року у Гонконзі почала існувати перша Азійська Ліга Чемпіонів, у якій мали змогу брати участь чотири південноазійські команди та дві «океанські» — із Австралії та Нової Зеландії. 1983 році відбувся перший Жіночий Кубок Океанії, у якому взяло участь 4 команд-учасниць. УЄФА започаткувало з 1984 року проведення жіночого Кубка Європи. Спочатку згаданий турнір відбувався нерегулярно, а з 1997 року — кожні чотири роки. Неодноразово першість здобувала Німеччина.
На 45-му Конгресі ФІФА у 1986 році Елен Вілл (Ellen Wille) була представницею норвезького Футбольного Союзу, її участь мала неабияке сприяння жіночому футболу. Перший жіночий Чемпіонат світу з футболу відбувся у Китаї у 1991 році. Відтоді подібно до чоловічого Чемпіонату світу з футболу відбувається що чотири роки.
Як кваліфікація до першого Чемпіонату світу у 1991 році відбувся перший Чемпіонат з футболу в Африці, у якому взяло участь у кінцевому рахунку 4 команди-учасниці, перший Чемпіонат з футболу в Середній та Північній Америці із 8-ома командами-учасницями, а й також у Південній Америці, у якому взяло участь три команди-початківці.
З 1996 року жіночий футбол належить до програми Олімпійських ігор. На противагу чоловічим футбольним командам, які беруть участь у Олімпійських іграх, жіночі команди не мають вікових обмежень, згідно із цим вони входять до категорії «А» національних команд.
У 2004 році Сепп Блаттер (Sepp Blatter), президент Світового футбольного союзу ФІФА, виступив із критикою у сторону футболісток та жіночих футбольних клубів зокрема — в інтерв'ю швейцарському «Недільному огляду» заявив, що спортивний одяг футболісток «жіночнішим» повинен бути. Цей публічний виступ мав би залучити нових спонсорів, зокрема у галузі косметології та індустрії моди. Блаттер порівнював свою ідею із розвитком волейболу.
Ігровий сезон 2001/02 УЄФА зрівняло Жіночий Кубок УЄФА та Жіночий Кубок Європи з футболу. Таким чином, було створено Жіночу Лігу Чемпіонів УЄФА, яка стала аналогом до чоловічого чемпіонату сезону 2009/10.
Наприкінці 2012 року Олімпійський стадіон у Мюнхені зібрав на трибунах рекордну кількість вболівальників — понад 50 212 осіб, які прийшли на матч двох жіночих клубних команд.
З 2009 року існує організація КОНМЕБОЛ із південноамериканським еквівалентом та Жіночий Кубок Лібертадорес. Тим часом, квота жіночої участі у роботі ФІФА становить 10 %; найвищий показник за ангажованості жінок у діяльність ФІФА припадає на Канаду, де практично «половина активу становлять жінки», а також на США із 40 %.

## Жіночий футбол сьогодні

### Європа

#### Німеччина
Найвищим футбольним класом є Жіноча БундесЛіга. Її введення відбулося у 1989 році і до сезону 1990/91 20 команд, які були поділені на дві групи, взяло участь у спортивному поєдинку. Наприкінці 90-х років жіночий футбол в Німеччині дійсно завше був маргінальним видом спорту, але разом із тим зростало сприйняття жіночого футболу, а також кількість глядачів — повільно, але впевнено.
1989 році німецька національна збірна вперше здобула кваліфікацію Чемпіонату Європи і перемогла із рахунком 4:1 норвезьку команду. Як переможну премію кожна футболістка національної збірної отримала кавовий сервіс.
Національна збірна під керівництвом Геро Бізанца (Gero Bisanz) старанно напрацьовувала в 90-х роках ХХ століття собі ім'я. Тіна Тойне-Маєр (Tina Theune-Meyer) замінила 1 серпня 1996 року Ґеро Бізанца на посаді тренера Національної збірної.
У 2001 році в Німеччині відбувалася Ліга Чемпіонів Європи. Німецька команда перемогла знову у фіналі, який проходив в Ульмі. У 2003 році німецька Національна збірна потрапила на Чемпіонат Світу з футболу, який приймали США, а також того року була присвоєно звання Команди Року в Німеччині. А у 2007 німецька Національна збірна здобула перемогу на Чемпіонаті Світу з футболу в Китаї під проводом тренерки Сільвії Нейд (Silvia Neid). Нагородою за перемогу світовому чемпіонаті слугувала премія у розмірі € 50 000 на одну футболістку.
Від їхньої участі в Чемпіонаті Європи 1989 формувалася стійка німецька жіноча Національна збірна з футболу приблизно до 1993, яка отримала 8 титулів на Чемпіонаті Європи.
В квітні 2009 відбулася товариська гра німецької команди проти бразильської, яка зібрала рекордну кількість глядачів жіночого футболу — 44 825 осіб (європейський рекорд). На гру проти США (наприкінці жовтня 2009) на новозбудованій футбольній арені в Ауґсбурзі прийшло подивитися 28 367 осіб.
У 2011 році вперше жіночий Чемпіонат Світу з футболу відбувався у Німеччині. Матч, який відкривав чемпіонат, був зіграний 26 червня між Німеччиною та Канадою, та зібрав довкола себе 73 680 глядачів на берлінському Олімпійському стадіоні. Така кількість глядачів встановила новий європейський рекорд (останній рекорд було встановлено на товариському матчі у квітні 2009 року).
Чемпіонат світу з футболу завершився для Німеччини вже у чвертьфіналі через майбутню команду переможницю на Чемпіонаті. Мова йде про японську збірну, яка перемогла німецьку команду із рахунком 0:1.
Вже 29 червня 2013 року відбулася пробна гра Німеччини проти Японії, яка викликала інтерес у 46 104 глядачів.
На рахунку Німецької збірної 9-тиразова перемога на чемпіонаті УЄФА Жіночий Кубок, у тому числі перемоги на чемпіонаті УЄФА Жіночої Ліги Чемпіонів, остання в сезоні 2014/15.

#### Швейцарія
Найвищим футбольним класом на даний момент є Національна ліга А, яка була заснована у 1970 році. З 1972 року функціонує Швейцарська національна жіноча футбольна команда. У 2015 році отримала Швейцарія можливість вперше взяти участь у Чемпіонаті світу з футболу після отриманої кваліфікації та досягнула восьму фіналу, де вони зустрілися віч-на-віч у нещасливому поєдинку із Канадою. Футбольна першість у країні належить СВ Зеєбах (SV Seebach), який сьогодні називається Футбольний клуб «Цюрих Жіноча» (із 19 титулами).

#### Австрія
В історії жіночого футболу Австрії належить від початку провідна роль. Уже 1936 році було створено Чемпіонат для жіночих команд, які, тим не менш, лише короткий час існували.
Найвищим футбольним класом є Австрійський футбольний союз жіночої бундесліги, який був у 1972 році заснований.
Австрійська національна жіноча збірна функціонує з 1990 року. Команда досі не мала змоги отримати кваліфікації для участі у Чемпіонаті світу з футболу чи Чемпіонаті Європи.
Великий успіх це досягнення Playoff-Runde der Gruppenzweiten in der EM-Qualifikation 2013.

#### Франція
З 1974 проводила Франція жіночий Чемпіонат із футболу. 1992 році разом із Національним Чемпіонатом 1 було утворено найвищий державний футбольний клас, який з 2002 року — а згодом «Дивізія 1 жінок» — дозволяв виплати за футболісток.
Перша офіційно визнана гра у чемпіонаті ФІФА відбулася в квітні 1971 року, у якій командою-суперницею французькій стороні виступила команда із Нідерландів.
Останні декілька років існує у Франції освітня система підготовки та просування для малих дівчаток від Національної футбольної федерації, яка показує результат, зокрема А-Національна жіноча збірна під керівництвом тренерки Елізабет Луїзел (Élisabeth Loisel) у 2015 році посіла 5-те місце у світовому списку ФІФА, хоча великий інтернаціональний успіх досі залишається омріяним. На Чемпіонаті Світу з футболу у 2011 році показали француженки результат 4 позиції і кваліфікувалися як одна із двох європейських команд на Олімпійський футбольний турнір 2012, на якому знов ж таки посіли 4-те місце.
2011 році «Олімпік Ліон» вперше як французька команда отримала змогу перемогти у чемпіонаті УЄФА Ліги чемпіонів, але у фіналі «Олімпік Ліон» зазнав поразки після пропущеного голу з 11-тиметрової лінії пенальті; однак титул переможця «Олімпік Ліон» захистив вже наступного року.
З 2009 року Франція стоїть на позиції футбольної потуги. Водночас французька Ліга приваблює до себе футболісток також із інших країн, зокрема з Німеччини, Швеції, Японії та США.

#### Англія
Найвищим футбольним класом в Англії із 2011 року є FA WSL, донедавна першість посідала заснована у 1992 році під назвою Футбольна Асоціація Жіноча Прем'єр Ліга, наразі остання на другій позиції.
Чемпіоном є Арсенал-Лондон.
Чемпіонат Кубку Англії — ФА Жіночий Кубок, який існує від 1971 року.
У 2007 році ФК Арсенал-Л як одна команда, яка родом не з Німеччини і не з Швеції, виграли чемпіонат УЄФА Жіночий Кубок у попередника УЄФА Жіночої Ліги Чемпіонів.
1984 та 2009 досягнула Національна збірна Фіналу на чемпіонаті Європи з футболу, але не змогли отримати бажаного успіху, як наслідок національна тренерка Хоуп Повелл (Hope Powell) була звільнена після 15-тирічної професійної діяльності.
Із створенням FA WSL розпочався омріяний період у житті жіночого футболу Англії. Жіночий футбол водночас посідав місце улюбленого жіночого виду спорту й третє місце серед спортивних різновидів загалом.
Товариський міждержавний матч англійської національної збірної проти Німеччини відбувся 24 листопада 2014 року на Wembley-Stadion. Гру відвідало більше вболівальників навіть порівняно із останньою товариською міждержавною грою чоловічих національних збірних.

#### Ірландія
В Ірландії в листопаді 2011 року стартувала нова Національна Жіноча Ліга із 6-ма командами. Спочатку Чемпіони та претенденти Ліги чемпіонів визначалися ФА Ірландії Жіночого Кубку. На відміну від своїх колег-чоловіків, які переважно грають в Англії, існує велика кількість національних ірландських футболісток, які є дуже активними в «домашніх» клубах.

#### Швеція
Найвищим футбольним дивізіоном в Швеції є Damallsvenskan. Згадана організація була заснована у 1988 році й разом із німецькою Бундеслігою належить до найсильніших футбольних класів цілої Європи.
Через кліматичні особливості на Скандинавах футбольний сезон триває з квітня по жовтень.
Футбольну першість посідає команда Djurgården Damfotboll. Відомою та дуже успішною у всякому разі є ще Umeå IK — дворазова команда-переможниця УЄФА Жіночий Кубок. Шведська національна жіноча футбольна команда як європейська команда зажди брала участь у всіх великих турнірах, а в 1984 році першою стала Чемпіоном Європи, окрім того є тричі Віце-чемпіоном Європи, у 2003 році досягнула нагороди Віце-чемпіон Світу, щоправда за плечима збірної нема жодної олімпійської медалі, проте шведська команда тричі виборювала Кубок Algarve.
У 2013 році Швеція приймала вже вдруге Чемпіонат Європи з футболу, а в 1995 — другий Чемпіонат Світу з футболу; шведські футболістки потрапили у півфінал, незважаючи на фаворитну позицію та домашню перевагу Німеччини. У фіналі шведська збірна представила 49 футболісток в 7 з 12 кадрів більшості гравців, більшість із яких була задіяна в грі.

#### Фінляндія
Найвищим футбольним класом у Фінляндії є SM-Sarja, заснована у 1971 році. Футбольна команда-фаворитка — це HJK Helsinki.
Багато фінських національних гравчинь задіяні у шведській та норвезькій Лізі, менше в німецькій та американській.
Національна збірна змогла вперше лише у 2005 році отримати кваліфікацію Чемпіонату Європи, де негайно ж потрапила у півфінал.
У 2009 році Фінляндія приймала на своїй території Чемпіонат Європи й змогла потрапити у чвертьфінал.
Наразі Фінляндія ще не була учасницею Чемпіонату Світу з футболу чи Олімпійських ігор.

#### Норвегія
Найвищим футбольним класом у Норвегії є Toppserien, заснована у 1984 році. Які в Швеції, футбольний сезон у Норвегії триває з квітня по жовтень.
Футбольними командами-фаворитками є Trondheims-Ørn SK та Stabæk FK кожна із сімома титулами. З 2004 третю позицію посідає ФК Røa IL, яка є п'ятиразовою переможницею Чемпіонату Норвегії.
Норвезька національна жіноча збірна після Німеччини найуспішніша європейська команда. В її арсеналі перемога на Чемпіонаті Європи, Чемпіонаті світу з футболу, а також на Олімпійських іграх.
Був час, коли збірна не могла спиратися на свої досягнення останніх років і програла німецькій збірній ще в першому раунді, через що й втратила кваліфікацію на участь в Олімпійських іграх 2012-му році. Щоправда, у 2013 потрапила знову у фінал Чемпіонату Європи з футболу.

#### Данія
Найвищим футбольним класом у Данії є, заснована у 1971 році, 3F Ligaen.
Футбольна першість належить команді HEI Aarhus.
Данський Кубок Чемпіонів називається 3F Cup, який було організовано у 1993 році. Данська команда є останньою, яка могла отримала перемогти на Чемпіонаті Європи німецьку команду в 1993 році.

#### Італія
Італійська національна жіноча футбольна команда належить до піонерів жіночого футболу в Європі й зараховується разом із німецькою та скандинавськими командами до числа найсильніших команд у Європі, навіть якщо у даний момент італійська збірна не є багатою на нагороди. Збірна Італії брала участь у Чемпіонаті Європи з футболу та є дворазовою Віце-чемпіонкою Європи.

#### Нідерланди
Згідно із сезоном 2012/13 BeNe League належить до когорти найвищого футбольного класу Нідерландів та Бельгії. У час з 2007 по 2012 жіночий футбол у Нідерландах набув рис професійності. Головною метою Нідерландського союзу жіночого футболу було подолати різницю між нідерландською національною збірною та німецькою, й скандинавською.
У 2009 році Нідерланди вперше взяли участь у Чемпіонаті Європи з футболу та несподівано вийшли у півфінал. Вже у 2015 нідерландська збірна вперше взяла участь у Чемпіонаті світу з футболу й ввійшла у восьму фіналу, де команда поступилася своєю першістю Японії із рахунком 1:2.

#### Бельгія
Найвищим футбольним класом у Бельгії до 2012 була Eerste Klasse. Футбольна першість належить команді Standard Lüttich. Сезон 2012/2013 мав спільну Лігу разом із Нідерландами.
Для участі в Чемпіонаті Світу чи Європи із футболу бельгійська національна команда ще не отримувала кваліфікації.

#### Польща
Відновлення жіночого футболу датується 1974 роком. У 1979 вперше регулярна жіноча команда взяла участь у змаганнях. На даний момент часу в Польщі є три футбольні класи: Екстраліга, Ліга 1 та Ліга 2. Із введенням 4-го класу відбудуться зміни із числом учасників у Лізі 2. У різниці із німецькою Бундеслігою перебуває Екстраліга і Ліга 1 лише у тому, що є 6 команд, які за сезон кожну другу домашню та виїзну гру змінюють один одного.

#### Україна
Український жіночий футбол в даний момент часу досі маловідомий і непопулярний вид спорту. Поступ українського жіночого футболу відбувається завдяки старанням жіночої національної збірної України, головною тренеркою якої є Наталія Зінченко.
Змагання жіночих команд відбуваються за Кубок України серед жінок та в Чемпіонаті України з футболу серед жінок:
- Вища ліга,
- Перша ліга (группа А, группа Б).

Національні команди складаються з:
- Жіноча збірна України з футболу,
- молодіжні жіночі команди:  WU-19, WU-17, WU-15.

До Чемпіонат України з футболу серед жінок належать наступні футбольні клуби: «Житлобуд-1» Харків, «Житлобуд-2» Харків, «Ладомир» (Володимир-Волинський), Восход (Стара Маячка),  Кривбас, Маріуполь, ЕМС-Поділля, Колос, Карпати, Атекс, Пантери.
В березні 2020 року виконком ФФУ затвердив стратегію розвитку жіночого футболу на наступні 4 роки, яка передбачає, зокрема, обов’язкову наявність жіночих команд у всіх клубах УПЛ.

### Північна Америка

#### США
В США жіночий футбол є вподобаний суспільством й вважається окремим видом спорту. Дівчата у різних вищих школах мають можливість грати футбол і регулярно тренуватися. Талановиті гравчині можуть згодом у більше як 300 командах при коледжах грати футбол. Кожного року є Чемпіонат з футболу між коледжами. Є можливість для жінок не лише грати футбольній команді, а ставати членкинями спортивних товариств. Жіноча частка у Федерації Футболу США від початку тисячоліття становить близько 40 %.
Профіль Ліга WUSA припинила свою діяльність у 2003 році внаслідок спортивних змагань. Зусиллями, було організовано нову Лігу, яка зустріла успіх і навесні/влітку 2009 святкувалося утворення організації Жіночого Професійного Футболу із 6 дебютними командами. З іншого боку, загалом Ліга США із своєю організаційною формою не можна порівнювати із європейськими Лігами. Наприклад, футболістки розривають їхні договори не з товариством, а з Лігою. Ліга була для гравчинь збірної іншим товариством. Як наступна Ліга існує W-Ліга, у якій грають найслабші команди. Внаслідок проблем із фінансуванням організація Жіночого Професійного Футболу призупинила свою діяльність на сезон 2012. У сезоні 2013 стартувала згадана організація із новою спробою формування регулярних змагань найкращих футболісток.
Національна збірна має у своєму арсеналі три титули із Чемпіонату світу із футболу, 4 перемоги на Олімпійських іграх, 8 перемог на Algarve Cup та 6 на CONCACAF Women's Gold Cup згідно із останньою визнана найуспішнішою командою Світу й в даний час посідає 2 місце у світовому командному списку ФІФА.
Найважливішою причиною успіху американської збірної із футболу була багатолітня футболістка — Крістіна Ліллі (Kristine Lilly), яка взяла участь у п'яти перших Чемпіонатах Світу з футболу, до того ж у 30 матчах Чемпіонату США. На її рахунку 352 міжнародних матчів, що дає їй змогу конкурувати із чоловіками-футболістами.
В США двічі проводився Чемпіонат Світу з жіночого футболу, при тому кожен із проведених чемпіонатів збирав понад 20 000 глядачів на трибунах стадіонів. У 1999 році на Фіналі матчу зібралося 90 185 осіб — це найвище зафіксоване ФІФА число глядачів жіночого футболу.

#### Канада
Поряд із командою США, канадська жіноча збірна з футболу також є дворазовою власницею титулу від на CONCACAF Women's Gold Cup й визнана найуспішнішою командою у Північній Америці.
У 2007 році боролася за шанс у 2011 році приймати Чемпіонат світу на своїй території, але отримала таку змогу лише у 2015. У Північній Америці зазвичай канадська та американська (США) спортивні клуби грають в одній Лізі. Таким чином, більшість футболісток канадської збірної грають або в Women's Professional Soccer або в W-League, у тому числі з 2013 року грають ще й в National Women's Soccer League. Водночас, деякі канадські футболістки грають у німецькій Бундеслізі чи в шведській Damallsvenskan. Як і в Америці, футбол активно розвивається у школах та коледжах.

### Південна Америка

#### Бразилія
В Бразилії жіночий футбол знаходиться у затінку чоловічого. Найкращі футболістки грають у європейських чи північноамериканських (зокрема США) Лігах. Бразильська національна жіноча футбольна збірна є найсильнішою командою у Південній Америці.
Жіночий футбол у Бразилії сягає своїм корінням початку 20-го століття. Перший зареєстрований жіночий футбольний матч в країні відбувся в 1921 році між двома командами з Сан-Паулу.
Чемпіонат Бразилії з жіночого футболу, широко відомий як Бразиліану Фемініно, є головною жіночою футбольною лігою в Бразилії. У ній беруть участь команди з усієї країни, і вона відіграє важливу роль у розвитку та демонстрації талантів.
Незважаючи на зростання та досягнення, бразильський жіночий футбол все ще стикається з такими проблемами, як гендерна нерівність, брак інвестицій та недостатнє висвітлення у ЗМІ. Однак в останні роки спостерігаються позитивні зрушення: зростає підтримка та ініціативи, спрямовані на популяризацію та подальший розвиток цього виду спорту.
Майбутнє бразильського жіночого футболу виглядає багатообіцяючим, зважаючи на зростаючий пул талантів і все більше визнання потенціалу цього виду спорту. Докладаються зусилля для подальшого розвитку інфраструктури, тренувальних програм та професійних можливостей, що може призвести до ще більшого успіху та визнання на світовій арені.

### Азія
З 1975 року в Азії почав відбуватися континентальний Чемпіонат з футболу. Найсильнішими жіночими футбольними командами Азії є китайська, японська, північно- та південнокорейська. Віднедавна австралійська футбольна команда є конкуренткою для згаданих футбольних команд.
Також варто зазначити, в арабських країнах жінки також мають змогу грати футбол. Існують з 2010 року у багатьох ісламських країнах, наприклад у Бангладеші, Іраці, Кувейті, Пакистані, національні жіночі футбольні збірні. Більше того, з 18 по 28 жовтня 2010 року відбувся перший чемпіонат Кубок Арабії.

#### Іран
В Ірані дозволяється законом жінкам грати футбол, але лише при умові наявності хустини на голові.
У 2006 році відбулася перша футбольна гра іранської національної жіночої збірної з футболу на стадіоні (вперше після революції 1979 року). Командою-супротивницею була німецька. Гра завершилася із результатом 2:2. Після матчу постало питання зручності одягу іранських футболісток. В результаті багатолітньої «боротьби» у 2012 році було скасовано правило обов'язкової наявності хустин під час гри.

#### Саудівська Аравія
До 2006 року діяла заборона на жіночий футбол у Саудівській Аравії. У 2008 році відбувся перший футбольний турнір із жіночого футболу. Чоловіки володіють правом заборони доступу до стадіонів.

### Африка
На Африканському континенті в Нігерії існує команда із жіночого футболу, яка бере участь у місцевих континентальних змаганнях, а також тричі брала участь як єдина команда з Африки в Олімпійських іграх (2000, 2004 та 2008). Окрім нігерійської команди в Олімпійських іграх двічі брала участь збірна Екваторіальної Ґвінеї, а також намагалася отримати кваліфікацію на участь у Чемпіонаті світу. Другою за потужністю на африканському континенті виступає команда із Ґани, яка також намагалася взяти участь у Чемпіонаті світу, натомість отримала кваліфікацію на участь в Олімпійських іграх.

### Океанія
Ще донедавна вважалися Австралія та Нова Зеландія домінуючими командами в Океанії. Але після обміну Австралії в азійській федерації, ситуація дещо змінилася — Японія та Китай створюють неабияку конкуренцію.
Під час Чемпіонату світу в Німеччині Нова Зеландія ще в першому раунді зазнала поразки від майбутньої команди-переможниці — Японії. Поряд із Чемпіонатом Океанії з футболу з 2003 року відбувається футбольний турнір «Тихоокеанські ігри», у якому беруть участь лише жіночі футбольні команди Океанії.